# Semidalis scotti
Semidalis scotti är en insektsart som beskrevs av Peter Esben-Petersen 1928. 
Semidalis scotti ingår i släktet Semidalis och familjen vaxsländor. Inga underarter finns listade i Catalogue of Life.